# Лісна Дача (Ульяновська область)
Лісна Дача (рос. Лесная Дача) — селище в Бариському районі Ульяновської області Російської Федерації.
Населення становить 340 осіб. Входить до складу муніципального утворення Земляничненське сільське поселення.

## Історія
Від 2004 року входить до складу муніципального утворення Земляничненське сільське поселення.

## Населення
| 2010 |
| ---- |
| 340  |